# (4235) Tatishchev
(4235) Tatishchev ist ein Hauptgürtelasteroid, der am 27. September 1978 von Nikolai Stepanowitsch Tschernych am Krim-Observatorium entdeckt wurde.
Der Asteroid wurde nach dem russischen Geographen Wassili Nikititsch Tatischtschew (1686–1750) benannt.